# Dusona rufator
Dusona rufator är en stekelart som beskrevs av Hinz 1994. Dusona rufator ingår i släktet Dusona och familjen brokparasitsteklar. Inga underarter finns listade i Catalogue of Life.